# Never Say No to Panda
Never Say No to Panda(네버 세이 노 투 판다, 이집트 아랍어: باندا مايتقاللهاش لأ, "You don't say no to Panda")는 이집트에서 판다 치즈 제조업체인 "Advantage Marketing for Arab Dairy"가 제작한 텔레비전 광고 시리즈이다. 치즈를 먹기 싫다는 이유로 사람들을 위협하는 대왕판다가 등장하는 이 광고는 인터넷에서 큰 인기를 끌었다. 이 광고는 엘리펀트 카이로(Elephant Cairo) 대행사에서 제작했으며 알리 알리(Ali Ali)와 마제드 나세르(Maged Nassar)가 각본을 짰다.

## 수상
2010년 이 광고는 5월 두바이 링크스 국제 광고 페스티벌에서 그랑프리 2개, 6월 칸 국제 광고 페스티벌에서 은상 부문, 에피카 어워드에서 영화 부문 금상을 수상했다.